# Черсак щетинястий
Черсак щетинястий, черсак щетинистий (Dipsacus strigosus) — вид рослин з родини жимолостевих (Caprifoliaceae); поширений у південно-східній Європі та західній Азії.

## Опис
Дворічна рослина 50–150 см заввишки. Стеблові листки в основі перисто-надрізані, з 2–6 бічними частками. Головки1 2–3.5 см в діаметрі, при плодах до 5.5 см.

## Поширення
Поширений у південно-східній Європі (Молдова, Україна, Росія, Чехія, Словаччина, Румунія) та західній Азії (Азербайджан, Вірменія, Грузія, Туреччина, Іран, Туркменістан, Казахстан).
В Україні вид зростає у заростях чагарників, в тіні і як бур'ян — на Лівобережжі, в Лісостепу, Степу та Криму.